# Islotes de Rémire

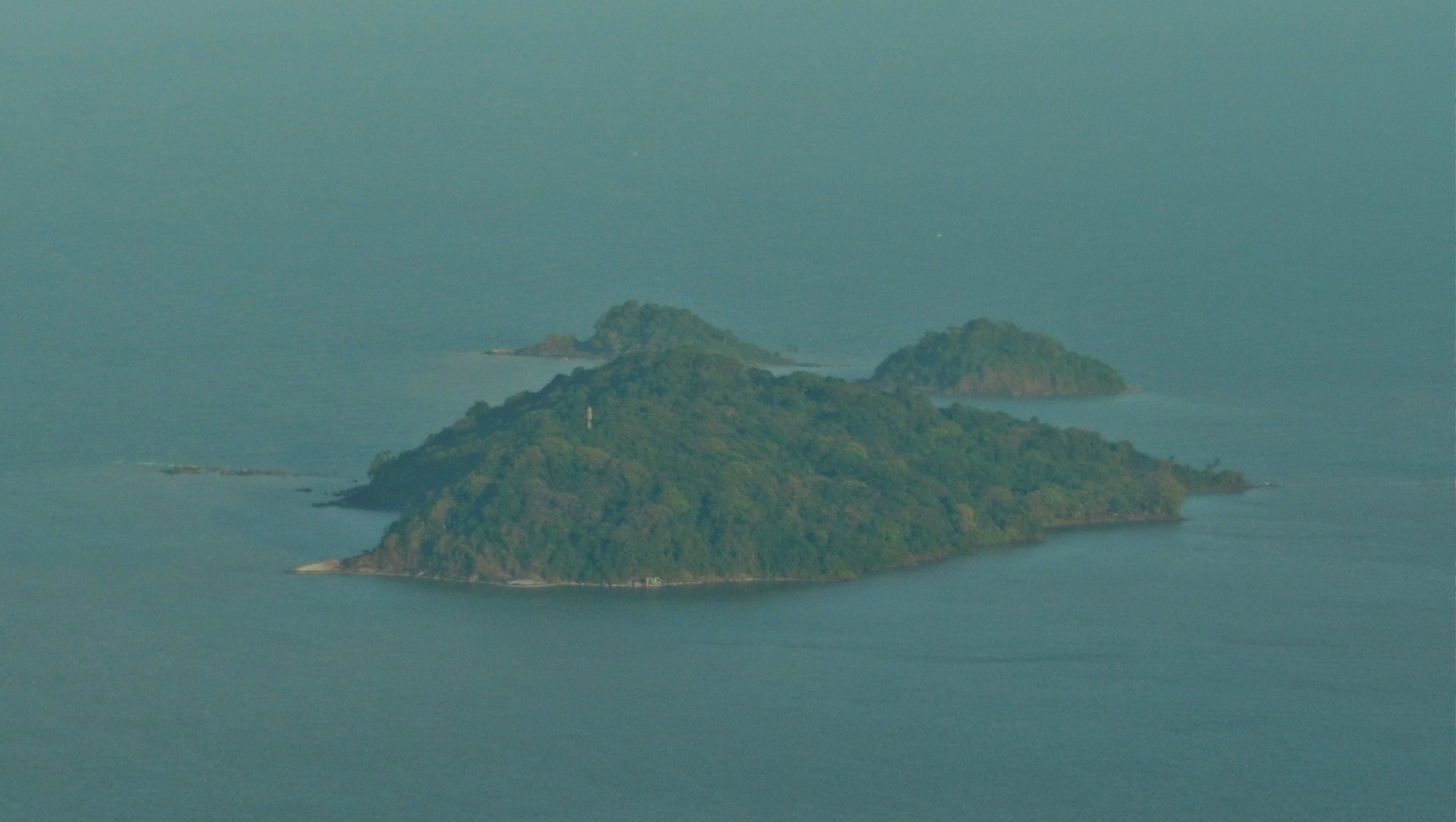
Islote La mere.

Islotes de Rémire (en francés: Îlets de Rémire; también «Isletas de Rémire») son un pequeño archipiélago en América del Sur, de cuatro islas frente a la comuna de Rémire-Montjoly, parte del departamento de ultramar de la Guayana Francesa.
Se trata de cinco isletas:
- la Mère (la madre)
- le Père (el Padre)
- le Malingre (el enfermo)
- les Mamelles (dos isletas).

Por lo general, se añade el islote del niño perdido (îlet de l'Enfant perdu), un poco más arriba. Dependen administrativamente de la ciudad de Cayenne (excepto el islote de los niños perdidos que depende de Macouria).
La única isla que está habitada es la de madre (la Mère) que había sido autorizada para la instalación de un parque y luego para que funcionara una prisión. La presencia de numerosos restos de esta época se pueden encontrar todavía: pilares, torres, murallas y algunas carreteras. Un grupo de monos habían sido instalados por el Instituto Pasteur hasta el año 2001. El sitio está gestionado, mantenido (con la ayuda de un conservatorio) y abierto al público desde 2007, desde entonces ofrece un servicio regular de visitas.
Un faro está presente en la isla de los niños perdidos.